# Island Zorro
| Recensione | Giudizio |
| ---------- | -------- |
| AllMusic   | [ 1 ]    |

Island Zorro è un album discografico-bootleg di Peter Tosh, pubblicato dall'etichetta Excitable Recordworks nel 1979.
Registrato dal vivo il 5 febbraio del 1979 al Roxy di Los Angeles, il bootleg (di buona qualità sonora) contiene alcuni dei suoi brani più famosi, risultano particolarmente riuscite in questo concerto: Get Up, Stand Up brano composto con Bob Marley, Don't Look Back (di Ronald White e Robbie Shakespeare) e una delle sue canzoni più controverse, Legalize It, inno sulla legalizzazione della marijuana, hit in Inghilterra nonostante fosse stata bandita dalle programmazioni radiofoniche della BBC e soprattutto osteggiata dalle autorità in Giamaica.

## Tracce
Lato A
1. Dangerous – 3:55 (Peter Tosh)
2. Pick Myself Up (Start All Over) – 4:43 (Peter Tosh)
3. African – 4:54 (Peter Tosh)
4. I'm the Toughest – 4:40 (Peter Tosh)
5. Legalize It – 6:24 (Peter Tosh)

Lato B
1. Don't Look Back – 4:55 (Ronald White, Robbie Shakespeare)
2. Get Up, Stand Up – 6:12 (Bob Marley, Peter Tosh)
3. Legalize It (Encore) – 11:44 (Peter Tosh)

## Musicisti
- Peter Tosh - voce, chitarra
- altri musicisti non accreditati